# Согатак (Мичиген)
Согатак (енгл. Saugatuck) град је у америчкој савезној држави Мичиген. По попису становништва из 2010. у њему је живело 925 становника.

## Демографија
Према попису становништва из 2010. у граду је живело 925 становника, што је 140 (13,1%) становника мање него 2000. године.
| Група             | 2000.       | 2010.       |
| Белци             | 983 (92,3%) | 860 (93,0%) |
| Афроамериканци    | 17 (1,6%)   | 6 (0,6%)    |
| Азијати           | 10 (0,9%)   | 4 (0,4%)    |
| Хиспаноамериканци | 46 (4,3%)   | 35 (3,8%)   |
| Укупно            | 1.065       | 925         |